# 廣魏郡
广魏郡，中国古代的郡。
东汉初平四年（193年），由汉阳郡分置永阳郡，改略阳县为街亭县（在今甘肃省庄浪县东南韩店镇）。建安十九年（214年），改永阳郡为广魏郡（治所在临渭县，今甘肃省清水县西南），又改街亭县为略阳县。下辖四县：临渭县、平襄县（甘肃省通渭县）、略阳县（甘肃省秦安县五营乡蔡河村）、清水县（甘肃省清水县永清镇李崖村）。诸葛亮派马谡、王平的街亭之战就在广魏郡境内。西晋泰始年间（265年-274年）改广魏郡为略阳郡。